# Stripper Hoe
Stripper Hoe è un singolo della rapper statunitense Cardi B pubblicato il 15 febbraio 2016.

## Descrizione
Il brano è stato prodotto dal collega e amico di Cardi, Delroy "SwiftOnDemand" Ford, che ha partecipato assieme alla rapper alla settima stagione del reality statunitense Love & Hip Hop: New York.

## Tracce
Testi e musiche di Belcalis Almánzar, Klenord Raphael e Delroy Ford.
1. Stripper Hoe – 2:09